# Motor Sport (magazine)
Pour les articles homonymes, voir Motorsport.
Motor Sport est un magazine britannique mensuel consacré aux sports mécaniques. Il a été fondé en 1924 sous le nom de « Brooklands Gazette », la première édition paraissant en juillet de cette année. Un an plus tard, en août 1925, le titre est changé pour « Motor Sport » (en deux mots).

## Présentation
Le journaliste automobile Bill Boddy (en) en a été le rédacteur en chef de 1936 à 1991. Boddy, qui avait couvert une grande partie de l'histoire du circuit de Brooklands, fit appel aux services de Denis Jenkinson comme correspondant sur le continent européen. Jenkinson, connu sous le pseudonyme de « Jenks », se rendit à tous les Grands Prix de Formule 1 afin de les couvrir pour le magazine, ses reportages étaient le seul moyen pour beaucoup de suivre les Grands Prix. Talentueux mécanicien et pilote sur deux ou quatre roues, Jenks se fit connaître du grand public international lorsqu'il participa comme copilote de Stirling Moss aux Mille Miglia de 1955 sur une Mercedes-Benz 300 SLR, course qu'ils gagnèrent à une vitesse record. Cette victoire était due à la parfaite combinaison du talent de Moss au volant et des notes méticuleuses prises par Jenks qui avaient été transcrites sur un ingénieux mécanisme de défilement, car Moss craignait que Jenks ne puisse pas toujours se concentrer sur les notes et faire les signaux de la main lorsque la voiture fonçait sur des routes de campagne à des vitesses allant jusqu'à 270 km/h.
Le magazine sera détenu et publié par Wesley J. Tee pendant la plus grande partie de cette période, mais en 1997, le magazine, ainsi que les archives photographiques de l'agence de photographie LAT Images, est racheté par Haymarket Publishing. Le mensuel subit une refonte en mars, mettant l'accent sur les courses historiques et l'histoire du sport automobile. En 2006, Haymarket vend le magazine à Chelsea Magazines où il restera pendant trois ans avant d'être acheté en privé. À cette occasion, il recommence à couvrir les courses modernes, y compris la Formule 1 et ce jusqu'à nos jours, avec l'aide de Nigel Roebuck et Mark Hughes. Il demeure aujourd'hui un des principaux titres concernant les courses modernes et historiques.

## Auteurs et contributeurs
De nombreuses personnalités du monde de la course automobile ont apporté des contributions spéciales, parmi eux : Patrick Head, Alan Henry (en) et Doug Nye (en).
Lucas di Grassi, Dario Franchitti, Sébastien Buemi et le champion 2013 BTCC Andrew Jordan ont écrit chaque mois pour le site web aux côtés des journalistes maison Nigel Roebuck, Mark Hughes, Simon Arron, Ed Foster, Damien Smith, Paul Fearnley, Gordon Kirby, Andrew Frankel, Rob Widdows et Mat Oxley.
Le site web du magazine met en ligne des podcasts enregistrés avec des invités comme Christian Horner, Mario Andretti, Patrick Head, Sir Frank Williams, John McGuinness et Gordon Murray. 